# سارا روی
سارا روی (انگلیسی: Sarah Roy؛ زادهٔ ۲۷ فوریهٔ ۱۹۸۶) دوچرخه‌سوار اهل استرالیا است.
وی در مسابقات کشوری و بین‌المللی در مجموع برندهٔ ۱ مدال برنز شده‌است.